# Rouge Belmont
La rouge Belmont est une race bovine australienne.

## Origine
C'est une race récente développée à partir de 1954 dans la station expérimentale Belmont (Queensland) à partir de la race africaine afrikaner et des races européennes shorthorn et hereford. Le but de ce programme était de créer une race fertile, productive et rentable pour les zones sèches du nord-est de l'Australie. Après plusieurs générations, le type a été établi autour de 50 % d’afrikander, et 25 % des races européennes.
La valeur de cette race en milieu tropical a entraîné son exportation dans les archipels de l'océan Pacifique et aux Philippines.

## Morphologie

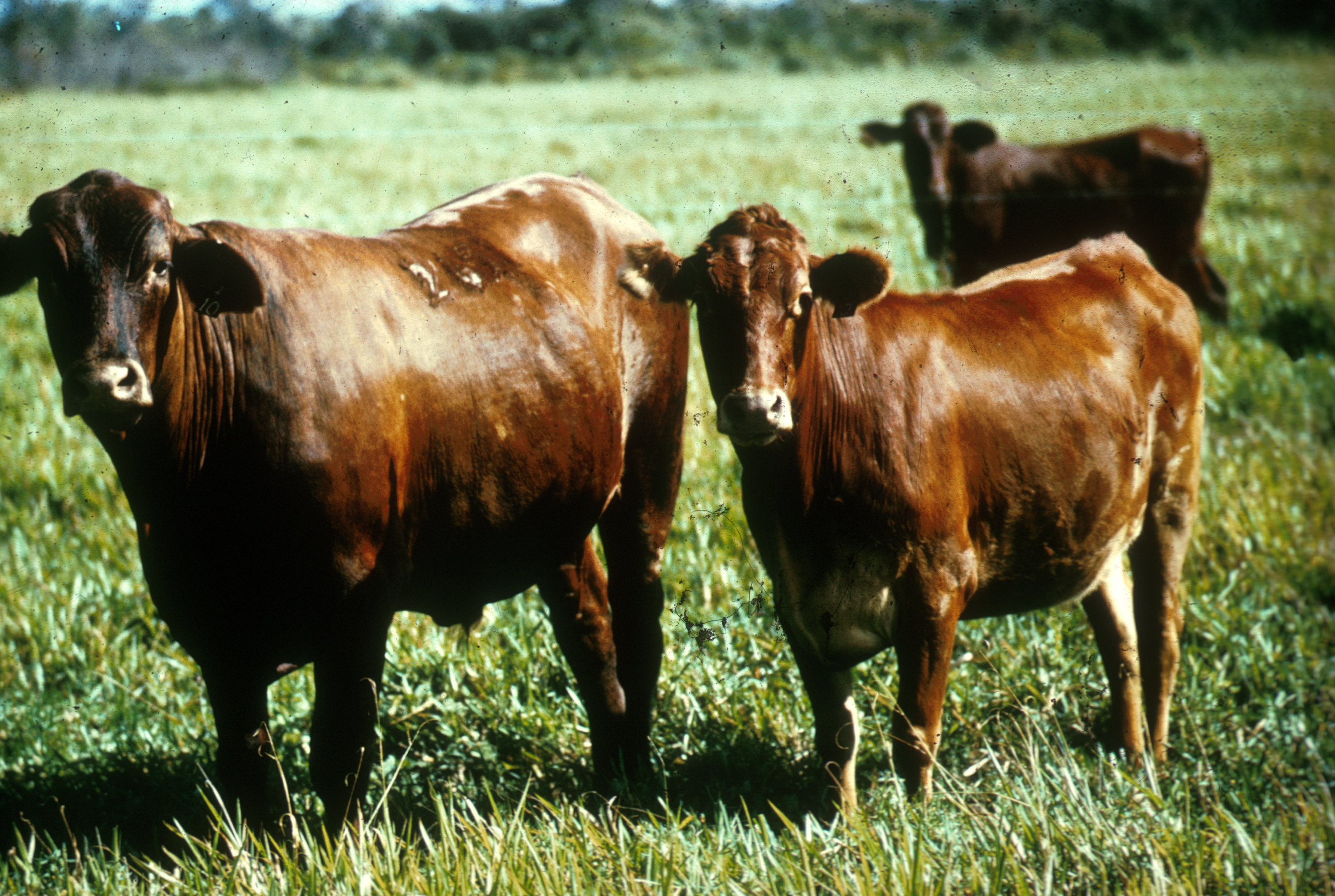
Belmont red au pâturage.

Elle porte une robe unie rouge. C'est une race de taille moyenne. La vache pèse 550 kg en moyenne et le taureau 950.

## Aptitudes
Elle a une aptitude purement bouchère, destination prévue dès la création de la race. 
Elle est dotée de qualités remarquables:
- Fertilité: elle atteint 90 % de vaches gestantes sur des troupeaux de 5 000 têtes, voire 95 % en alimentation non limitée. Les mâles sont fertiles à partir de 12-15 mois et les vaches dès 10-14 mois. Le premier vêlage a donc lieu dès leur deuxième année. La vache vêle sans aide et nourrit bien son veau. Sa capacité maternelle limite la mortalité juvénile au minimum.
- Docilité: ces animaux sont faciles à manipuler compte tenu de leur élevage en système extensif avec peu de contact avec l'homme.
- Rusticité: le climat tropical où est élevée cette race nécessite une bonne résistance à la chaleur et aux tiques et une faible sensibilité aux cancers de la peau. La capacité à tirer profit de pâturages de médiocre qualité est un autre élément de rentabilité.

La rusticité un peu plus faible que celles de races 100 % Bos taurus indicus est contrebalancée par une fertilité et une vitesse de croissance largement supérieure.